# To jest to (singel)
To jest to – singel Skolima, Hellfield'a oraz Divixa, który został wydany 19 stycznia 2024.
Nagranie otrzymało w Polsce status platynowej płyty 9 października 2024.

## Twórcy
Opracowano na podstawie materiałów źródłowych.
- CrackHouse:
  - Hellfield – wokal, tekst, kompozycja, produkcja, mix, mastering
  - Divix – wokal, tekst, kompozycja, produkcja, mix, mastering
- Skolim – wokal, tekst

## Lista utworów
- Digital download[2]

1. „To jest to” – 2:29

## Teledysk
Do utworu powstał teledysk, który udostępniono 18 stycznia 2024 za pośrednictwem serwisu YouTube.

## Certyfikat i sprzedaż
| Kraj          | Certyfikat       | Sprzedaż | Data przyznania     |
| ------------- | ---------------- | -------- | ------------------- |
| Polska (ZPAV) | platynowej płyta | 50 000+  | 9 października 2024 |